# Ana's Song (Open Fire)
«Ana's Song (Open Fire)» es el segundo sencillo de la banda australiana de rock alternativo Silverchair en su tercer álbum Neon Ballroom.

## Antecedentes
"Ana's Song (Open Fire)" es una única emitida en mayo de 1999 por la banda de rock alternativo de Australia, Silverchair. Fue escrito por el cantante del grupo, Daniel Johns. En 1999, la Universidad Johns anunció que había desarrollado el trastorno de la alimentación, anorexia nerviosa , debido a la ansiedad/depresión. Johns señalar que las letras de "Ana's Song (Open Fire)" se refieren a su desorden, donde iba a "comer lo que necesitaba ... para mantenerse despierto". Se reveló que sus problemas alimenticios desarrollados desde el momento de Freak Show (mayo de 1996) y cuando Neon Ballroom estaba escrito que" la música odiaba, realmente todo sobre él ", pero consideró que" no podía dejar de hacerlo;. me sentía como un esclavo de ella " Johns buscó terapia y medicación, pero se sentía" es más fácil para mí expresar a través de la música y la letra". Johns eventualmente superó el trastorno de darse cuenta de que nunca se curó de la enfermedad, pero podría vivir una vida plena, aprendiendo a hacer frente a ella.

## Sencillo
Australian CD single (MATTCD086)
1. «Ana's Song (Open Fire)»
2. «Trash»
3. «Anthem for the Year 2000» (a cappella)
4. «Ana's Song (Open Fire)» (acoustic)

Australian limited 7" vinyl (MATTV086)
1. «Ana's Song (Open Fire)»
2. «Anthem for the Year 2000» (a cappella)

European CD single (6671072)
1. «Ana's Song (Open Fire)»
2. «Anthem for the Year 2000» (a cappella)
3. «Ana's Song (Open Fire)» (acoustic)

European CD single (with different cover) (6673455)
1. «Ana's Song (Open Fire)»
2. «Ana's Song (Open Fire)» (acoustic)
3. «Trash»

UK deleted CD single (6673452)
1. «Ana's Song (Open Fire)»
2. «The Millennium Bug» (The Paul Mac Remix)
3. «London's Burning»

UK limited 7" picture disc (667345 7)
1. «Ana's Song (Open Fire)»
2. «Ana's Song (Open Fire)» (acoustic)

US promo CD (ESK42087)
1. «Ana's Song (Open Fire)»

## Posición en listas
| Lista (1999)                          | Posición |
| ------------------------------------- | -------- |
| Australian Singles Chart              | 14       |
| New Zealand Singles Chart             | 34       |
| UK Singles Chart                      | 45       |
| U.S. Billboard Mainstream Rock Tracks | 28       |
| U.S. Billboard Modern Rock Tracks     | 12       |